# Републикански път III-865
Републикански път IIІ-865 е третокласен път, част от Републиканската пътна мрежа на България, преминаващ по територията на Смолянска и Кърджалийска област. Дължината му е 66,4 km.
Пътят се отклонява наляво при 123,7 km на Републикански път II-86 източно от село Равнища и се насочва на изток по левия бряг на река Арда. На 1,8 km след село Леска преминава на десния бряг на реката, навлиза в Кърджалийска област и след пътно кръстовище Стоянов мост напуска долината на Арда и започва изкачване по западния склон на родопския рид Жълти дял. Преминава през село Светулка, спуска се в малката Ардинска котловина, пресича град Ардино и на 8 km източно от него достига билото на Жълти дял. От там започва постепенно спускане по северния склон на рида отново към долината на Арда. Преминава последователно през селата Чубрика, Кобиляне, Бойно и Кьосево и в южната част на град Кърджали се свързва с Републикански път I-5 при неговия 345 km.
По протежението на Републикански път IIІ-865 от него наляво и надясно се отделят два третокласни пътя от Републиканската пътна мрежа с четирицифрени номера:
- при 25,3 km, северозападно от село Бял извор — надясно Републикански път III-8652 (26,2 km) през селата Бял извор и Падина, град Неделино и село Старцево до 24,9 km на Републикански път III-867;
- при 51,1 km, в село Кобиляне — наляво Републикански път III-8653 (23,5 km) през селата Брезен, Голобрад, Боровица и Стар читак до село Сполука.

| Пътища, отклоняващи се надясно (населено място, № на пътя, посока на пътя) | km   | Пътища, отклоняващи се наляво (посока на пътя, № на пътя, населено място) |
| -------------------------------------------------------------------------- | ---- | ------------------------------------------------------------------------- |
| Община Мадан, Област Смолян II-86, 123,7 km ←                              | 0,0  | ← 123,7 km, II-86, Област Смолян, Община Мадан                            |
|                                                                            | 1    | → общински път (за с. Лещак)                                              |
| с. Леска                                                                   | 7,1  | с. Леска                                                                  |
|                                                                            | 8,9  | → общински път (за с. Върбина)                                            |
| (за с. Равнил) общински път ←                                              | 9,5  |                                                                           |
| (за с. Букова поляна) общински път ←                                       | 10,7 |                                                                           |
| (за с. Вехтино) общински път ←                                             | 13,6 |                                                                           |
|                                                                            | 14,2 | → общински път (за с. Дирало)                                             |
| Община Ардино, Област Кърджали                                             | 16,6 | Област Кърджали, Община Ардино                                            |
|                                                                            | 22,4 | ← 14,6 km, III-8632 (от с. Баните)                                        |
| (за с. Седларци) общински път ←                                            | 24,1 |                                                                           |
| (до 26,8 km на III-867) III-8652, 0 km ←                                   | 25,3 |                                                                           |
| с. Светулка                                                                | 29,7 | с. Светулка                                                               |
| (за с. Бистроглед) общински път, гр. Ардино ←                              | 33,7 | → гр. Ардино, общински път (за селата Дядовци, Кроячево и Правдолюб)      |
| (от гр. Джебел) III-5082, 19,2 km →                                        | 41,7 |                                                                           |
| (за с. Ленище) общински път ←                                              | 44,6 |                                                                           |
| с. Чубрика                                                                 | 48,8 | с. Чубрика                                                                |
| Община Кърджали                                                            | 49,9 | Община Кърджали                                                           |
| с. Кобиляне                                                                | 51,1 | → с. Кобиляне, 0 km, IIІ-8653 (до с. Сполука)                             |
| с. Бойно                                                                   | 54,7 | → с. Бойно, общински път (за селата Кокошане, Яребица и Стражевци)        |
| (за с. Велешани) общински път, с. Бойно ←                                  | 55,2 | с. Бойно                                                                  |
| с. Бойно                                                                   | 55,6 | → с. Бойно, общински път (за с. Каменарци)                                |
| с. Кьосево                                                                 | 58,7 | с. Кьосево                                                                |
| (до ГКПП Маказа - Нимфея) I-5, 345 km, гр. Кърджали ←                      | 66,4 | ← гр. Кърджали, 345 km, I-5 (от гр. Русе)                                 |